# Kiełpiniec
Kiełpiniec [pronunciación en polaco: /kʲɛu̯ˈpiɲɛt͡s/] es un pueblo ubicado en el distrito administrativo de Gmina Sterdyń, dentro del Condado de Sokołów, Voivodato de Mazovia, en el este de Polonia central. Se encuentra aproximadamente a 8 kilómetros al noreste de Sterdyń, a 25 kilómetros al norte de Sokołów Podlaski, y a 102 kilómetros al noreste de Varsovia.
El pueblo tiene una población de 290 habitantes.